# Donatan

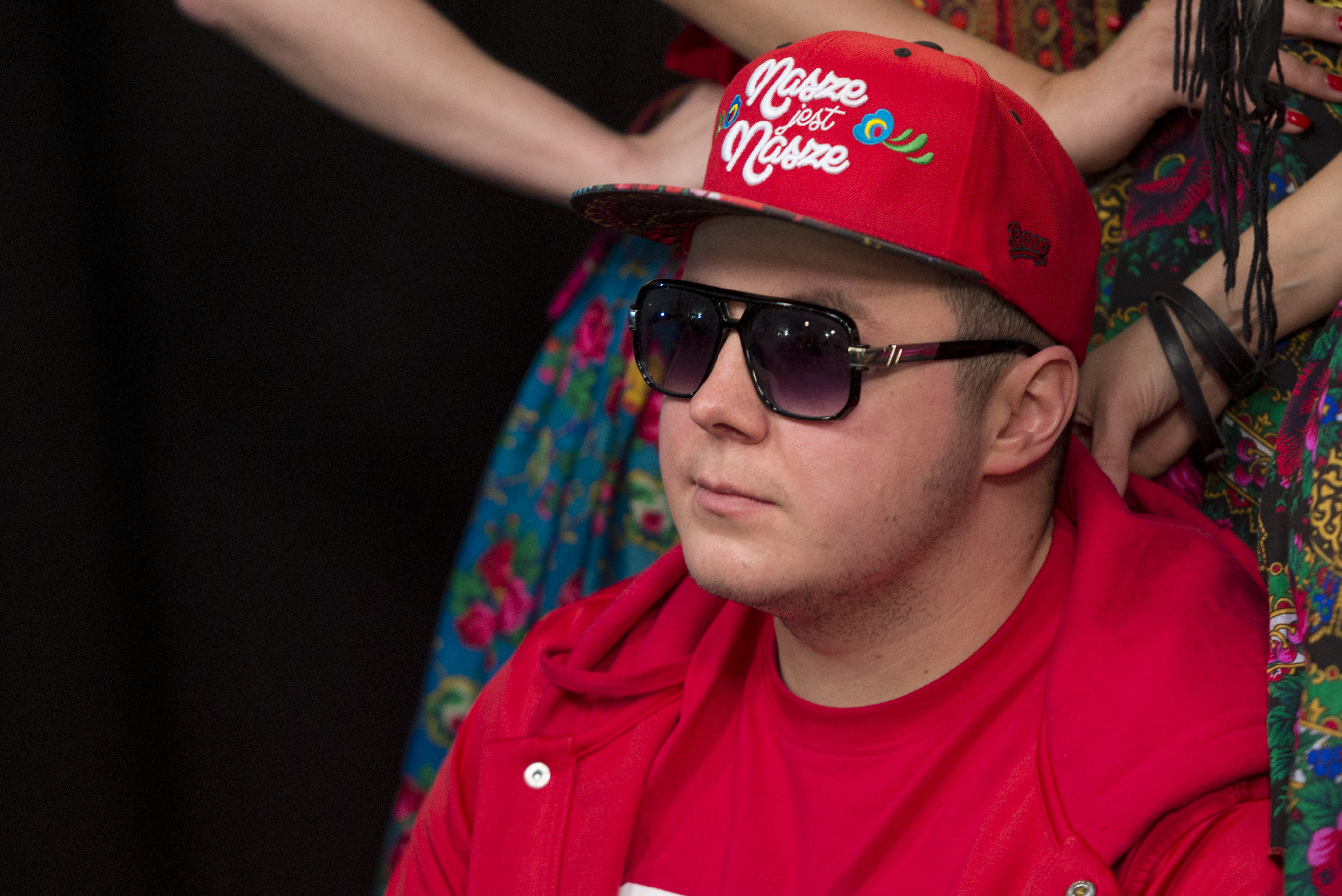
Donatan (2014)

Donatan (* 2. September 1984 in Krakau, Polen als Witold Marek Czamara) ist ein polnischer Musikproduzent. Er vertrat sein Heimatland beim Eurovision Song Contest 2014 zusammen mit Cleo mit dem Lied My Słowianie und belegte dabei den 14. Platz.

## Karriere
Bereits seit 2002 wirkt Donatan als Produzent mit. 2007 wirkte er zum ersten Mal an dem Album Brudne południe mit. Weiterhin produzierte er an Alben von 2cztery7, Donguralesko und Mes mit. In den nächsten Jahren arbeitete er unter anderem mit Pih, Pyskaty, Chada, WdoWa, Pezet, Małolat, Paluch, Sheller, Massey, Waldemar Kasta, und Onar zusammen.
Im Oktober 2012 veröffentlichte Donatan sein Debütalbum Równonoc. Słowiańska dusza. Dieses erreichte in Polen die Spitzenposition der Albumcharts. Mit über 75.000 verkauften Exemplaren erhielt das Album zusätzlich die Diamantene Schallplatte verliehen. Die erste Singleauskopplung „Nie lubimy robić“ (dt. Wir mögen es nicht zu arbeiten), welche er mit Borixon und Kajman aufnahm, wurde in Polen zum Hit. Bisher wurde das Musikvideo zum Lied auf YouTube über 24 Millionen Mal abgerufen.
Im Oktober 2013 veröffentlichte Donatan zusammen mit der Sängerin Cleo das Lied „My Słowianie“ (dt. Wir Slawen). Das Musikvideo zum Titel wurde innerhalb einer Woche auf YouTube über 10 Millionen Mal abgerufen. Insgesamt wurde es über 59 Millionen Mal abgerufen. In den polnischen Singlecharts debütierte der Titel auf Platz zwei. Eine englische Version des Liedes erschien am 9. Februar 2014 unter dem Titel „Slavic Girls“. Im Februar 2014 gab die TVP bekannt, dass Donatan und Cleo mit dem Lied „My Słowianie“ beim Eurovision Song Contest 2014 in Kopenhagen teilnehmen. Das Duo erreichte mit 62 Punkten den 14. Platz im Finale. Berücksichtigt man ausschließlich das Votum der Zuschauer, befände sich der Song mit 162 Punkten innerhalb der fünf topplatzierten, was zu wiederholter Kritik am geteilten Abstimmungsmodus zwischen Zuschauervoting und Jurymeinung beim Eurovision Song Contest führte.

## Diskografie

### Studioalben
| Jahr | Titel                      | Höchstplatzierung, Gesamtwochen, AuszeichnungChartsChartplatzierungen (Jahr, Titel, Platzierungen, Wochen, Auszeichnungen, Anmerkungen) | Anmerkungen                                                          |
| Jahr | Titel                      | PL | Anmerkungen                                                          |
| ---- | -------------------------- | --- | -------------------------------------------------------------------- |
| 2012 | Równonoc. Słowiańska dusza | PL1 Diamant · (37 Wo.)PL | Erstveröffentlichung: 26. Oktober 2012 Verkäufe: + 150.000           |
| 2014 | Hiper/Chimera              | PL1 Diamant · (22 Wo.)PL | Erstveröffentlichung: 5. November 2014 Verkäufe: + 150.000; mit Cleo |

### Singles
| Jahr | Titel Album                               | Höchstplatzierung, Gesamtwochen, AuszeichnungChartsChartplatzierungen (Jahr, Titel, Album, Platzierungen, Wochen, Auszeichnungen, Anmerkungen) | Anmerkungen                                               |
| Jahr | Titel Album                               | PL | Anmerkungen                                               |
| ---- | ----------------------------------------- | --- | --------------------------------------------------------- |
| 2013 | My Słowianie / Slavic Girls Hiper/Chimera | PL2 (8 Wo.)PL | Erstveröffentlichung: 4. November 2013 mit Cleo           |
| 2014 | Cicha woda Hiper/Chimera                  | PL11 (2 Wo.)PL | Erstveröffentlichung: 23. April 2014 mit Cleo feat. Sitek |
| 2015 | Pełnia –                                  | PL17 ×2Doppelplatin · (2 Wo.)PL | Verkäufe: + 60.000; mit Maryla Rodowicz                   |

Weitere Singles
- 2012: Nie lubimy robić (feat. Borixon & Kajman)
- 2012: Niespokojna dusza (feat. Chada, Sloń & Sobota)
- 2012: Z dziada-pradziada (feat. Trzeci Wymiar)
- 2012: Z samym sobą (feat. Sokół)
- 2014: Ten czas (mit Cleo feat. Bednarek)
- 2014: Brać (mit Cleo feat. Enej)
- 2014: Sztorm (mit Cleo)

## Auszeichnungen und Nominierungen
| Tabellarische Übersicht der Auszeichnungen und Nominierungen | Tabellarische Übersicht der Auszeichnungen und Nominierungen | Tabellarische Übersicht der Auszeichnungen und Nominierungen | Tabellarische Übersicht der Auszeichnungen und Nominierungen | Tabellarische Übersicht der Auszeichnungen und Nominierungen |
| Jahr                                                         | Auszeichnung                                                 | Für                                                          | Kategorie                                                    | Resultat                                                     |
| ------------------------------------------------------------ | ------------------------------------------------------------ | ------------------------------------------------------------ | ------------------------------------------------------------ | ------------------------------------------------------------ |
| 2013                                                         | Superjedynki                                                 | Donatan                                                      | Super Artysta                                                | Nominiert                                                    |
| 2013                                                         | Eska Music Awards                                            | Równonoc. Słowiańska dusza                                   | Najlepszy album (Bestes Album)                               | Nominiert                                                    |
| 2013                                                         | Eska Music Awards                                            | „Nie lubimy robić“                                           | Najlepsze video (Bestes Musikvideo)                          | Nominiert                                                    |
| 2013                                                         | MTV Europe Music Awards 2013                                 | Donatan                                                      | Bester polnischer Act                                        | Nominiert                                                    |